# بوروتو: ناروتو نسل‌های بعدی
بوروتو با عنوان اولیه بوروتو: نسل‌های بعدی ناروتو (به ژاپنی: BORUTO-ボルト- NARUTO NEXT GENERATIONS) یک مجموعه مانگای ژاپنی به نویسندگی مشترک اوکیو کوداچی و ماساشی کیشیموتو، و طراحی میکیو ایکموتو است. این مجموعه از مه ۲۰۱۶ در هفته‌نامه شونن جامپ انتشارات شوئیشا به چاپ می‌رسید تا اینکه در ژوئیه ۲۰۱۹ به ماهنامهٔ وی جامپ شوئیشا منتقل شد. بوروتو به عنوان نسخه‌ای مشتق از مجموعه مانگای ناروتو اثر ماساشی کیشیموتو محسوب می‌شود و داستان آن دربارهٔ پسر ناروتو اوزوماکی، بوروتو اوزوماکی و تیم نینجایی‌اش است. یک مجموعه تلویزیونی انیمه نیز برگرفته از نسخه مانگا توسط استودیوی پیرو و به کارگردانی نوریوکی آبه تهیه شده است که پخش آن از ۵ آوریل ۲۰۱۷ در شبکهٔ تی‌وی توکیو آغاز گردید. این مجموعه بعد از یه وقفهٔ چند ماهه که بین چپترهای ۸۰ و ۸۱ بود، وارد زمان و دورهٔ جدیدی می‌شود که به عنوان بوروتو دو گرداب آبی شناخته می‌شود.

## شخصیت‌ها
- بوروتو اوزوماکی
- سارادا اوچیها
- میتسوکی
- موکو ای‌اس
- ناروتو اوزوماکی
- ساسکه اوچیها
- هیناتا هیوگا
- جیگن
- کوجی کاشین (Koji Koshin)
- هیماواری اوزوماکی (Himawari Uzumaki)
- شیکادای نارا (Shikadai Nara)
- چوچو آکیمیچی (chocho Akimichi)
- اینوجین یاماناکا (Inojin Yamanaka)
- ایوابه یوینو (Iwabee Yuino)
- دنکی کامیناری (Denki Kaminarimon)
- متال لی (Metal Lee)
- ساکورا هارونو
- کونوهامارو ساروتوبی
- دلتا
- دیپا
- ویکتور
- گارو
- بورو
- کاواکی
- سای یاماناکا
- اینو یاماناکا
- هانابی هیوگا
- شیکامارو نارا
- تماری
- موئگی
- شین اوچیها
- کاتاسوکه
- کاکاشی هاتاکه